# Malaj Khand
Malaj Khand é uma cidade e um município no distrito de Balaghat, no estado indiano de Madhya Pradesh.

## Demografia
Segundo o censo de 2001, Malaj Khand tinha uma população de 32,326 habitantes. Os indivíduos do sexo masculino constituem 50% da população e os do sexo feminino 50%. Malaj Khand tem uma taxa de literacia de 62%, superior à média nacional de 59.5%: a literacia no sexo masculino é de 71% e no sexo feminino é de 54%. Em Malaj Khand, 14% da população está abaixo dos 6 anos de idade.